# Olympische Sommerspiele 1992/Teilnehmer (Großbritannien)
| Gelbes Symbol für Goldmedaillen mit stilisierten Olympischen Ringen | Graues Symbol für Silbermedaillen mit stilisierten Olympischen Ringen | Braundes Symbol für Bronzemedaillen mit stilisierten Olympischen Ringen |
| ------------------------------------------------------------------- | --------------------------------------------------------------------- | ----------------------------------------------------------------------- |
| 5                                                                   | 3                                                                     | 12                                                                      |

Das Vereinigte Königreich nahm wie immer unter der Bezeichnung Great Britain an den Olympischen Sommerspielen 1992 in Barcelona mit 371 Athleten (229 Männer und 142 Frauen) an 203 Wettbewerben in 23 Sportarten teil. Mit 20 Medaillen erzielte die Mannschaft das schlechteste Ergebnis seit den Olympischen Sommerspielen 1976 in Montreal. Simon Terry (Bogen) und die Hürdenläuferinnen Sally Gunnell und Kriss Akabusi gewannen je zwei Medaillen.

## Flaggenträger
Der Ruderer Steven Redgrave trug die Flagge des Vereinigten Königreichs während der Eröffnungsfeier im Olympiastadion, bei der Schlussfeier wurde sie vom Leichtathleten Linford Christie getragen.

## Medaillengewinner

### Gold
| Name/n                                   | Sportart       | Wettkampf                        |
| ---------------------------------------- | -------------- | -------------------------------- |
| Linford Christie                         | Leichtathletik | 100 m der Männer                 |
| Sally Gunnell                            | Leichtathletik | 400 m Hürden der Frauen          |
| Chris Boardman                           | Radsport       | 4000 m Verfolgung der Männer     |
| Matthew Pinsent, Steve Redgrave          | Rudern         | Doppelzweier der Männer          |
| Garry Herbert, Greg Searle, Jonny Searle | Rudern         | Zweier mit Steuermann der Männer |

### Silber
| Name/n             | Sportart | Wettkampf            |
| ------------------ | -------- | -------------------- |
| Gareth Marriott    | Kanu     | C1 Slalom der Männer |
| Raymond Stevens    | Judo     | Judo Männer <95 kg   |
| Nicola Fairbrother | Judo     | Judo Frauen <56 kg   |

### Bronze
| Name/n | Sportart       | Wettkampf                |
| --- | -------------- | ------------------------ |
| Simon Terry | Bogenschießen  | Herren Einzel            |
| Steven Hallard, Richard Priestman, Simon Terry | Bogenschießen  | Herren Mannschaft        |
| Kriss Akabusi | Leichtathletik | 400 m Hürden der Männer  |
| Kriss Akabusi, Roger Black, David Grindley, Du’aine Ladejo (Vorlauf), John Regis, Mark Richardson (Vorlauf) | Leichtathletik | 4 × 400 m der Männer     |
| Steve Backley | Leichtathletik | Speerwurf der Männer     |
| Sandra Douglas, Sally Gunnell, Phylis Smith, Jennifer Stoute | Leichtathletik | 4 × 400 m der Frauen     |
| Robin Reid | Boxen          | Halbmittelgewicht >71 kg |
| Jill Atkins, Lisa Bayliss, Karen Brown, Vickey Dixon, Susan Fraser, Wendy Fraser, Kathryn Johnson, Sandra Lister, Jackie McWilliams, Tammy Miller, Helen Morgan, Mary Nevill, Mandy Nicholls, Alison Ramsay, Jane Sixsmith, Joanne Thompson | Hockey         | Damen                    |
| Sharon Rendle | Judo           | Frauen <52 kg            |
| Kate Howey | Judo           | Frauen <66 kg            |
| Nick Gillingham | Schwimmen      | 200 m Brust der Männer   |
| Robert Cruickshank, Lawrie Smith, Ossie Stewart | Segeln         | Soling                   |

## Teilnehmer nach Sportarten

### Badminton
| Männer - Andy Brian Goode - Darren Hall - Chris Hunt - Anders Nielsen - Nick Ponting - Dave Wright | Frauen - Julie Bradbury - Gillian Clark - Gillian Gowers - Joanne Muggeridge - Sara Sankey - Helen Troke |

### Bogenschießen
Männer
| Athlet            | Wettkampf | Qualifikation | Qualifikation | Runde 1       | Runde 1       | Runde 2       | Runde 2       | Achtelfinale  | Achtelfinale  | Viertelfinale | Viertelfinale | Halbfinale    | Halbfinale    | Finale        | Finale        | Endstand |
| Athlet            | Wettkampf | Ringe         | Platz         | Gegner        | Ergebnis      | Gegner        | Ergebnis      | Gegner        | Ergebnis      | Gegner        | Ergebnis      | Gegner        | Ergebnis      | Gegner        | Ergebnis      | Platz    |
| ----------------- | --------- | ------------- | ------------- | ------------- | ------------- | ------------- | ------------- | ------------- | ------------- | ------------- | ------------- | ------------- | ------------- | ------------- | ------------- | -------- |
| Simon Terry       | Einzel    | 1.291         | 20            | Anchondo      | 105-94        | Yesheyev      | 104-102       | Grov          | 99-104        | Barrs         | 108-108       | Chung         | 102-108       | Ausgeschieden | Ausgeschieden | Bronze   |
| Steven Hallard    | Einzel    | 1.285         | 23            | Nielsen       | 103-98        | Ausgeschieden | Ausgeschieden | Ausgeschieden | Ausgeschieden | Ausgeschieden | Ausgeschieden | Ausgeschieden | Ausgeschieden | Ausgeschieden | Ausgeschieden | 13       |
| Richard Priestman | Einzel    | 1.257         | 41            | Ausgeschieden | Ausgeschieden | Ausgeschieden | Ausgeschieden | Ausgeschieden | Ausgeschieden | Ausgeschieden | Ausgeschieden | Ausgeschieden | Ausgeschieden | Ausgeschieden | Ausgeschieden | 41       |

| Mannschaft                                      | Wettkampf | Qualifikation | Qualifikation | Achtelfinale | Achtelfinale | Viertelfinale | Viertelfinale | Halbfinale | Halbfinale | Finale     | Finale   | Endstand |
| Mannschaft                                      | Wettkampf | Ringe         | Platz         | Gegner       | Ergebnis     | Gegner        | Ergebnis      | Gegner     | Ergebnis   | Gegner     | Ergebnis | Platz    |
| ----------------------------------------------- | --------- | ------------- | ------------- | ------------ | ------------ | ------------- | ------------- | ---------- | ---------- | ---------- | -------- | -------- |
| Leroy Watson, Steven Hallard, Richard Priestman | Herren    | 3.833         | 6             | Deutschland  | 233-231      | Australien    | 242-236       | Spanien    | 234-236    | Frankreich | 233-231  | Bronze   |

Frauen
| Athlet            | Wettkampf | Qualifikation | Qualifikation | Runde 1       | Runde 1       | Runde 2       | Runde 2       | Achtelfinale  | Achtelfinale  | Viertelfinale | Viertelfinale | Halbfinale    | Halbfinale    | Finale        | Finale        | Endstand |
| Athlet            | Wettkampf | Ringe         | Platz         | Gegner        | Ergebnis      | Gegner        | Ergebnis      | Gegner        | Ergebnis      | Gegner        | Ergebnis      | Gegner        | Ergebnis      | Gegner        | Ergebnis      | Platz    |
| ----------------- | --------- | ------------- | ------------- | ------------- | ------------- | ------------- | ------------- | ------------- | ------------- | ------------- | ------------- | ------------- | ------------- | ------------- | ------------- | -------- |
| Alison Williamson | Einzel    | 1.323         | 7             | Djerf         | 107-97        | Nowicka       | 107-107       | Kim           | 96-112        | Barrs         | 108-108       | Chung         | 102-108       | Ausgeschieden | Ausgeschieden | Bronze   |
| Joanne Franks     | Einzel    | 1.264         | 36            | Ausgeschieden | Ausgeschieden | Ausgeschieden | Ausgeschieden | Ausgeschieden | Ausgeschieden | Ausgeschieden | Ausgeschieden | Ausgeschieden | Ausgeschieden | Ausgeschieden | Ausgeschieden | 36       |
| Sylvia Harris     | Einzel    | 1.230         | 46            | Ausgeschieden | Ausgeschieden | Ausgeschieden | Ausgeschieden | Ausgeschieden | Ausgeschieden | Ausgeschieden | Ausgeschieden | Ausgeschieden | Ausgeschieden | Ausgeschieden | Ausgeschieden | 41       |

| Mannschaft                                      | Wettkampf | Qualifikation | Qualifikation | Achtelfinale | Achtelfinale | Viertelfinale | Viertelfinale | Halbfinale    | Halbfinale    | Finale        | Finale        | Endstand |
| Mannschaft                                      | Wettkampf | Ringe         | Platz         | Gegner       | Ergebnis     | Gegner        | Ergebnis      | Gegner        | Ergebnis      | Gegner        | !Ergebnis     | Platz    |
| ----------------------------------------------- | --------- | ------------- | ------------- | ------------ | ------------ | ------------- | ------------- | ------------- | ------------- | ------------- | ------------- | -------- |
| Alison Williamson, Joanne Franks, Sylvia Harris | Frauen    | 3.817         | 9             | Schweden     | 229-239      | Ausgeschieden | Ausgeschieden | Ausgeschieden | Ausgeschieden | Ausgeschieden | Ausgeschieden | 13       |

### Boxen
| Athlet              | Wettkampf                     | Runde 1       | Runde 1  | Achtelfinale  | Achtelfinale  | Viertelfinale | Viertelfinale | Halbfinale    | Halbfinale    | Finale        | Finale        | Endstand |
| Athlet              | Wettkampf                     | Gegner        | Ergebnis | Gegner        | Ergebnis      | Gegner        | Ergebnis      | Gegner        | Ergebnis      | Gegner        | Ergebnis      | Platz    |
| ------------------- | ----------------------------- | ------------- | -------- | ------------- | ------------- | ------------- | ------------- | ------------- | ------------- | ------------- | ------------- | -------- |
| Paul Ingle          | Halbfliegengewicht (< 48 kg)  | Baba          | 9–7      | Choi          | 7-9           | Ausgeschieden | Ausgeschieden | Ausgeschieden | Ausgeschieden | Ausgeschieden | Ausgeschieden | 9        |
| Rowan Williams      | Fliegengewicht (< 51 kg)      | Freilos       | Freilos  | Ahialey       | 11-3          | Velasco       | 6-7           | Ausgeschieden | Ausgeschieden | Ausgeschieden | Ausgeschieden | 5        |
| Brian Carr          | Federgewicht (< 57 kg)        | Reyes         | 10-22    | Ausgeschieden | Ausgeschieden | Ausgeschieden | Ausgeschieden | Ausgeschieden | Ausgeschieden | Ausgeschieden | Ausgeschieden | 17       |
| Alan Andrew Vaughan | Leichtgewicht (< 60 kg)       | William Irwin | RSCH     | Ausgeschieden | Ausgeschieden | Ausgeschieden | Ausgeschieden | Ausgeschieden | Ausgeschieden | Ausgeschieden | Ausgeschieden | 17       |
| Peter Richardson    | Halbweltergewicht (< 63,5 kg) | Forrest       | 14-3     | Altankhuyag   | 21-4          | Doroftei      | 7-20          | Ausgeschieden | Ausgeschieden | Ausgeschieden | Ausgeschieden | 5        |
| Adrian Dodson       | Weltergewicht (< 67 kg)       | Kawakami      | RSC-3    | Vaștag        | 5-6           | Ausgeschieden | Ausgeschieden | Ausgeschieden | Ausgeschieden | Ausgeschieden | Ausgeschieden | 9        |
| Robin Reid          | Halbmittelgewicht (< 71 kg)   | Thomas        | KO-1     | Maleckis      | 10-3          | Klemetsen     | 20-10         | Delibaş       | 3-8           | Ausgeschieden | Ausgeschieden | Bronze   |
| Mark Edwards        | Mittelgewicht (< 75 kg)       | Byrd          | 3-21     | Ausgeschieden | Ausgeschieden | Ausgeschieden | Ausgeschieden | Ausgeschieden | Ausgeschieden | Ausgeschieden | Ausgeschieden | 17       |
| Stephen Wilson      | Halbschwergewicht (< 81 kg)   | Freilos       | Freilos  | Masoe         | 12-3          | Zaulichniy    | 0-13          | Ausgeschieden | Ausgeschieden | Ausgeschieden | Ausgeschieden | 5        |
| Paul Lawson         | Schwergewicht (< 91 kg)       | Nicholson     | 2-10     | Ausgeschieden | Ausgeschieden | Ausgeschieden | Ausgeschieden | Ausgeschieden | Ausgeschieden | Ausgeschieden | Ausgeschieden | 17       |

Legende:
- KO in Runde x
- PTS = Gesamtpunkte der Jury
- RSC = Abbruch durch Schiedsrichter
- RSCH = Abbruch wegen Kopfverletzung

### Fechten
Männer
- Tony Bartlett
- Jonathan Davis
- Gary Fletcher
- Bill Gosbee
- Donnie McKenzie
- Steven Paul
- Ian Williams
- James Williams
- Amin Zahir
- Kirk Zavieh

Frauen
- Julia Bracewell
- Amanda Ferguson
- Sarah Mawby
- Fiona McIntosh
- Linda Strachan

### Gewichtheben
| Athlet         | Wettkampf                         | Reißen        | Reißen | Stoßen        | Stoßen | Total (kg) | Platz |
| Athlet         | Wettkampf                         | Resultat (kg) | Platz  | Resultat (kg) | Platz  | Total (kg) | Platz |
| -------------- | --------------------------------- | ------------- | ------ | ------------- | ------ | ---------- | ----- |
| Keith Boxell   | Mittelschwergewicht (bis 90 kg)   | 145           | 19     | 177,5         | 18     | 322,5      | 18    |
| Andrew Callard | Leichtschwergewicht (bis 82,5 kg) | 142,5         | 20     | 182,5         | 17T    | 325        | 20    |
| Raymond Kopka  | Schwergewicht (bis 110 kg)        | 160           | 17T    | 190           | 17T    | 350        | 17    |
| Peter May      | Mittelschwergewicht (bis 90 kg)   | 160           | 7      | 195           | 7      | 355        | 7     |
| Dave Morgan    | Leichtschwergewicht (bis 82,5 kg) | 160           | 6T     | 185           | 15T    | 345        | 15    |
| Tony Morgan    | Mittelgewicht (bis 75 kg)         | 137,5         | 23T    | 165           | 27T    | 302,5      | 26    |

### Hockey
Herren
| Mannschaftsaufstellung | Vorrunde          | Vorrunde | Zwischenrunde    | Spiel um Platz 5 | Spiel um Platz 5 |
| Mannschaftsaufstellung | Ergebnis          | Platz    | Ergebnis         | Ergebnis         | Platz            |
| --- | ----------------- | -------- | ---------------- | ---------------- | ---------------- |
| (1.) Sean Rowlands (2.) David Luckes (3.) Stephen Martin (4.) Paul Bolland (5.) Simon Nicklin (6.) Jon Potter (7.) Jason Laslett (8.) Rob Hill (9.) Stephen Batchelor (10.) Russell Garcia (11.) John Shaw (12.) Robert Thompson (13.) Sean Kerly (14.) Robert Clift (C) (15.) Jason Lee (16.) Donald Williams | Ägypten S 2-0     | 3        | Neuseeland S 3-2 | Spanien N 1-2    | 6                |
| (1.) Sean Rowlands (2.) David Luckes (3.) Stephen Martin (4.) Paul Bolland (5.) Simon Nicklin (6.) Jon Potter (7.) Jason Laslett (8.) Rob Hill (9.) Stephen Batchelor (10.) Russell Garcia (11.) John Shaw (12.) Robert Thompson (13.) Sean Kerly (14.) Robert Clift (C) (15.) Jason Lee (16.) Donald Williams | Deutschland N 0-2 | 3        | Neuseeland S 3-2 | Spanien N 1-2    | 6                |
| (1.) Sean Rowlands (2.) David Luckes (3.) Stephen Martin (4.) Paul Bolland (5.) Simon Nicklin (6.) Jon Potter (7.) Jason Laslett (8.) Rob Hill (9.) Stephen Batchelor (10.) Russell Garcia (11.) John Shaw (12.) Robert Thompson (13.) Sean Kerly (14.) Robert Clift (C) (15.) Jason Lee (16.) Donald Williams | Indien S 3-1      | 3        | Neuseeland S 3-2 | Spanien N 1-2    | 6                |
| (1.) Sean Rowlands (2.) David Luckes (3.) Stephen Martin (4.) Paul Bolland (5.) Simon Nicklin (6.) Jon Potter (7.) Jason Laslett (8.) Rob Hill (9.) Stephen Batchelor (10.) Russell Garcia (11.) John Shaw (12.) Robert Thompson (13.) Sean Kerly (14.) Robert Clift (C) (15.) Jason Lee (16.) Donald Williams | Argentinien S 2-1 | 3        | Neuseeland S 3-2 | Spanien N 1-2    | 6                |
| (1.) Sean Rowlands (2.) David Luckes (3.) Stephen Martin (4.) Paul Bolland (5.) Simon Nicklin (6.) Jon Potter (7.) Jason Laslett (8.) Rob Hill (9.) Stephen Batchelor (10.) Russell Garcia (11.) John Shaw (12.) Robert Thompson (13.) Sean Kerly (14.) Robert Clift (C) (15.) Jason Lee (16.) Donald Williams | Australien N 0-6  | 3        | Neuseeland S 3-2 | Spanien N 1-2    | 6                |

- Manager: Bernie Cotton

Damen
| Mannschaftsaufstellung | Vorrunde          | Vorrunde | Halbfinale        | Spiel um Platz 3 | Spiel um Platz 3 |
| Mannschaftsaufstellung | Ergebnis          | Platz    | Ergebnis          | Ergebnis         | Platz            |
| --- | ----------------- | -------- | ----------------- | ---------------- | ---------------- |
| (1.) Joanne Thompson (TW) (2.) Helen Morgan (TW) (3.) Lisa Bayliss (4.) Karen Brown (5.) Mary Nevill (C) (6.) Jill Atkins (7.) Vickey Dixon (8.) Wendy Fraser (9.) Sandra Lister (10.) Jane Sixsmith (11.) Alison Ramsay (12.) Jackie McWilliams (13.) Tammy Miller (14.) Mandy Nicholls (15.) Kathryn Johnson (16.) Susan Fraser | Niederlande N 1-2 | 3        | Deutschland N 1-2 | Südkorea S 4-3   | Bronze           |
| (1.) Joanne Thompson (TW) (2.) Helen Morgan (TW) (3.) Lisa Bayliss (4.) Karen Brown (5.) Mary Nevill (C) (6.) Jill Atkins (7.) Vickey Dixon (8.) Wendy Fraser (9.) Sandra Lister (10.) Jane Sixsmith (11.) Alison Ramsay (12.) Jackie McWilliams (13.) Tammy Miller (14.) Mandy Nicholls (15.) Kathryn Johnson (16.) Susan Fraser | Südkorea S 3-1    | 3        | Deutschland N 1-2 | Südkorea S 4-3   | Bronze           |
| (1.) Joanne Thompson (TW) (2.) Helen Morgan (TW) (3.) Lisa Bayliss (4.) Karen Brown (5.) Mary Nevill (C) (6.) Jill Atkins (7.) Vickey Dixon (8.) Wendy Fraser (9.) Sandra Lister (10.) Jane Sixsmith (11.) Alison Ramsay (12.) Jackie McWilliams (13.) Tammy Miller (14.) Mandy Nicholls (15.) Kathryn Johnson (16.) Susan Fraser | Neuseeland S 3-2  | 3        | Deutschland N 1-2 | Südkorea S 4-3   | Bronze           |

- Trainer: Dennis Hay

### Judo
Männer
- Ryan Birch
- Billy Cusack
- Nigel Donohue
- Ian Freeman
- Elvis Gordon
- Raymond Stevens
Silber  Halbschwergewicht
- Densign White

Frauen
- Diane Bell
- Karen Briggs
- Nicola Fairbrother
Silber  Leichtgewicht
- Josie Horton
- Kate Howey
Bronze  Mittelgewicht
- Sharon Lee
- Sharon Rendle
Bronze  Halbleichtgewicht

### Kanu
Männer
- Chris Arrowsmith
- James Block
- Grayson Bourne
- Paul Brain
- Reuben Burgess
- Graham Burns
- Andrew Clough
- Iain Clough
- Mark Delaney
- Richard Fox
- Eric Jamieson
- Melvyn Jones
- Ivan Lawler
- Gareth Marriott
Silber  Canadier-Einer Slalom
- Simon Parsons
- Ian Raspin
- Andrew Train
- Steve Train

Frauen
- Andrea Dallaway
- Hilary Dresser
- Rachel Crosbee
- Karen Like
- Lynn Simpson
- Alison Thorogood
- Sandra Troop

### Leichtathletik
Männer
100 m
- Linford Christie

- Finale – 9,96 (→ Gold)

- Marcus Adam

- Viertelfinale – 10,35

200 m
- John Regis

- Finale – 20,55 (→ 6. Platz)

- Marcus Adam

- Finale – 20,80 (→ 8. Platz)

- Linford Christie

- Halbfinale – 20,38

400 m
- David Grindley

- Finale – 44,75 (→ 6. Platz)

- Roger Black

- Halbfinale – 44,72

- Derek Redmond

- Halbfinale – DNF

800 m
- Curtis Robb

- Finale – 1:45,57 (→ 6. Platz)

- Tom McKean

- Halbfinale – 1:48,77

- Steve Heard

- Halbfinale – 1:46,19

1500 m
- Kevin McKay

- Halbfinale – 3:40,80

- Matthew Yates

- Halbfinale – 3:40,53

- Steve Crabb

- Vorlauf – 3:41,00

5000 m
- Rob Denmark

- Vorlauf – 13:22,41
- Finale – 13:27,76 (→ 7. Platz)

- Jack Buckner

- Vorlauf – 13:37,14 (→ ausgeschieden)

- Ian Hamer

- Vorlauf – 13:40.20 (→ ausgeschieden)

10.000 m
- Paul Evans

- Vorlauf – 28:15,70
- Finale – 28:29,83 (→ 11. Platz)

- Richard Nerurkar

- Vorlauf – 28:24,35
- Finale – 28:48,48 (→ 17. Platz)

- Eamonn Martin

- Vorlauf – 29:35,65 (→ ausgeschieden)

4 × 100 m Staffel
- Tony Jarrett, Jason John, Marcus Adam, Linford Christie

- Vorlauf – 39,73

- Tony Jarrett, John Regis, Marcus Adam, Linford Christie

- Halbfinale – 38,64

- Marcus Adam, Tony Jarrett, John Regis, Linford Christie

- Finale – 38,00

4 × 400 m Staffel
- Mark Richardson, Kriss Akabusi, Roger Black, Du’aine Ladejo

- Vorlauf – 3:01,20

- Roger Black, David Grindley, Kriss Akabusi, John Regis

- Finale – 2:59,73 (→  Bronze)

Marathon
- Steve Brace – 2:17:49 h (→ 27. Platz)
- Dave Long – 2:20:51 h (→ 39. Platz)
- Paul Davies-Hale – 2:21:15 h (→ 41. Platz)

110 m Hürden
- Tony Jarrett

- Vorlauf – 13,31
- Viertelfinale – 13,43
- Halbfinale – 13,29
- Finale – 13,26 (→ 4. Platz)

- Colin Jackson

- Vorlauf – 13,10
- Viertelfinale – 13,57
- Halbfinale – 13,19
- Finale – 13,46 (→ 7. Platz)

- Hugh Teape

- Vorlauf – 13,68
- Viertelfinale – 13,50
- Halbfinale – 13,60
- Finale – 14,00 (→ 8. Platz)

400 m Hürden
- Kriss Akabusi

- Vorlauf – 49,49
- Halbfinale – 48,01
- Finale – 47,82 (→  Bronze)

- Max Robertson

- Vorlauf – DNF (→ ausgeschieden, keine Wertung)

3000 m Hindernis
- Tom Hanlon – 6. Platz
- Tom Buckner – Halbfinale
- Colin Walker – Halbfinale

20 km Gehen
- Christopher Maddocks – 1:28:45 (→ 16. Platz)
- Andrew Penn – 1:31:40 (→ 23. Platz)
- Martin Rush – 1:31:56 (→ 24. Platz)

50 km Gehen
- Les Morton – 4:09:34 (→ 21. Platz)
- Paul Blagg – 4:23:10 (→ 30. Platz)

Hochsprung
- Steve Smith – 12. Platz
- Brendan Reilly – 16. Platz (Qualifikation)
- Dalton Grant – 29. Platz (Qualifikation)

Stabhochsprung
- Mike Edwards – 26. Platz (Qualifikation)

Weitsprung
- Mark Forsythe

- Qualifikation – 7,71 m (→ ausgeschieden)

Dreisprung
- Francis Agyepong

- Qualifikation – 16,55 m (→ ausgeschieden)

- Julian Golley

- Qualifikation – 16,18 m (→ ausgeschieden)

- Jonathan Edwards

- Qualifikation – 15,76 m (→ ausgeschieden)

Speerwurf
- Steve Backley

- Qualifikation – 80,76 m
- Finale – 83,38 m (→  Bronze)

- Mick Hill

- Qualifikation – 79,66 m
- Finale – 75,50 m (→ 11. Platz)

- Nigel Bevan

- Qualifikation – 72,78 m (→ ausgeschieden)

Hammerwurf
- Paul Head

- Qualifikation – 69,58 m (→ ausgeschieden)

Diskus
- Simon Williams

- Qualifikation – 53,12 m (→ ausgeschieden)

Kugelstoßen
- Paul Edwards

- Qualifikation – 19,03 m (→ ausgeschieden)

Zehnkampf
- David Bigham

- 7754 Punkte (→ 18. Platz)

Frauen
100 m
- Stephi Douglas – Viertelfinale

200 m
- Jennifer Stoute – Halbfinale
- Simmone Jacobs – Viertelfinale

400 m
- Phylis Smith – 8. Platz
- Sandra Douglas – Halbfinale
- Lorraine Hanson – Viertelfinale

800 m
- Lorraine Baker

- Vorlauf – 2:00.50
- Halbfinale – 2:02,17 (→ ausgeschieden)

- Diane Edwards

- Vorlauf – 2:00.39
- Halbfinale – 2:04,32 (→ ausgeschieden)

- Paula Fryer

- Vorlauf – 2:02,72 (→ ausgeschieden)

1500 m
- Kirsty Wade – Halbfinale
- Maxine Newman – Vorläufe
- Ann Williams – Vorläufe (dsq)

3000 m
- Yvonne Murray – 8. Platz
- Alison Wyeth – 9. Platz
- Lisa York – Vorläufe

10.000 m
- Liz McColgan

- Vorlauf – 32:07,25
- Finale – 31:26,11 (→ 5. Platz)

- Jill Hunter

- Vorlauf – 32:18,34
- Finale – 31:46,49 (→ 10. Platz)

- Andrea Wallace

- Vorlauf – 34:29,47 (→ ausgeschieden)

100 m Hürden
- Jackie Agyepong – Viertelfinale
- Lesley-Ann Skeete – Vorläufe
- Kay Morley-Brown – Vorläufe

400 m Hürden
- Sally Gunnell

- Vorlauf – 54,98
- Halbfinale – 53,78
- Finale – 53,23 (→  Gold)

- Gowry Retchakan

- Vorlauf – 55,62
- Halbfinale – 54,63 (→ ausgeschieden)

- Louise Fraser

- Vorlauf – 57,49 (→ ausgeschieden)

4 × 400 m Staffel
- Phylis Smith, Sandra Douglas, Jennifer Stoute, Sally Gunnell – Bronze

10 km Gehen
- Betty Sworowski

- Finale – 50:14 (→ 32. Platz)

- Lisa Langford

- Finale – 51:44 (→ 35. Platz)

- Vicky Lupton

- Finale – DSQ (→ keine Wertung)

Marathon
- Sally Eastall – 2:41:20 h (→ 13. Platz)
- Véronique Marot – 2:42:55 h (→ 16. Platz)
- Sally Ellis – 2:54:41 h (→ 27. Platz)

Hochsprung
- Debbie Marti

- Qualifikation – 1,92 m
- Finale – 1,91 m (→ 9. Platz)

- Jo Jennings

- Qualifikation – 1,86 m (→ ausgeschieden)

Diskus
- Jackie McKernan

- Vorlauf – 51,94 m (→ ausgeschieden)

Weitsprung
- Oluyinka Idowu

- Vorlauf – 6,29 m (→ ausgeschieden)

- Joanne Wise

- Vorlauf – 5,87 m (→ ausgeschieden)

- Fiona May

- Vorlauf – kein gültiger Versuch (→ ausgeschieden)

Kugelstoßen
- Myrtle Augee – 14. Platz (Qualifikation)

Speerwurf
- Tessa Sanderson – 4. Platz

Siebenkampf
- Clova Court – 19. Platz

### Moderner Fünfkampf
| Athlet                                             | Wettkampf  | Schießen | Schießen | Fechten | Fechten | Schwimmen | Schwimmen | Reiten | Reiten      | Reiten           | Reiten | Laufen  | Laufen | Punkte Gesamt | Platz |
| Athlet                                             | Wettkampf  | Ergebnis | Punkte   | W/L     | Punkte  | Zeit      | Punkte    | Zeit   | Zeitstrafen | Hindernisstrafen | Punkte | Zeit    | Punkte | Punkte Gesamt | Platz |
| -------------------------------------------------- | ---------- | -------- | -------- | ------- | ------- | --------- | --------- | ------ | ----------- | ---------------- | ------ | ------- | ------ | ------------- | ----- |
| Graham Brookhouse                                  | Einzel     | 183      | 1015     | W32     | 762     | 3:16,1    | 1304      | 1:32,5 | 0           | 30               | 1070   | 13:28,3 | 1141   | 5292          | 8     |
| Dominic Mahony                                     | Einzel     | 175      | 895      | W34     | 796     | 3:36,5    | 1140      | 1:27,7 | 0           | 60               | 1040   | 13:21,5 | 1162   | 5033          | 36    |
| Richard Phelps                                     | Einzel     | 177      | 925      | W42     | 932     | 3:15,3    | 1312      | 1:40.5 | 0           | 200              | 900    | 13:16,6 | 1177   | 5246          | 13    |
| Graham Brookhouse, Dominic Mahoney, Richard Phelps | Mannschaft | n/a      | 2835     | n/a     | 2490    | n/a       | 3756      | n/a    | n/a         | n/a              | 3010   | n/a     | 3480   | 15571         | 6     |

### Radsport

#### Straße
Männer
| Teilnehmer                                                     | Wettkampf                        | Zeit    | Platz |
| -------------------------------------------------------------- | -------------------------------- | ------- | ----- |
| Simeon Hempsall                                                | Straßenrennen (194 km)           | 4:35,56 | 36    |
| David Cook                                                     | Straßenrennen (194 km)           | 4:35,56 | 60    |
| Matthew Stephens                                               | Straßenrennen (194 km)           | 4:35,56 | 61    |
| Gary Dighton Stephen Farrell Matt Illingworth Peter Longbottom | Mannschaftszeitfahren (102,8 km) | 2:12,14 | 14    |

Frauen
| Teilnehmer   | Wettkampf             | Zeit    | Platz |
| ------------ | --------------------- | ------- | ----- |
| Sally Hodge  | Straßenrennen (81 km) | 2:05,03 | 24    |
| Louise Jones | Straßenrennen (81 km) | 2:08,13 | 40    |
| Marie Purvis | Straßenrennen (81 km) | 2:14,10 | 45    |

#### Bahn
Männer
Punktefahren
| Teilnehmer       | Wettkampf    | Punkte | Platz |
| ---------------- | ------------ | ------ | ----- |
| Simon Lillistone | Punktefahren | 5      | 18    |

1000 m Zeitfahren
- Anthony Stirrat – 14. Platz

Einerverfolgung 4000 m
- Chris Boardman – Gold

Mannschaftsverfolgung 4000 m
- Chris Boardman, Paul Jennings, Bryan Steel, Glen Sword – 5. Platz

### Reiten
- Emile Faurie
- Laura Fry
- Tim Grubb
- Carl Hester
- Carol Parsons
- Nick Skelton
- Ian Stark
- Karen Straker-Dixon
- Mary Thomson-King
- Richard Walker
- John Whitaker
- Michael Whitaker

### Ringen
Großbritannien wurde durch einen Athleten im Ringen vertreten
| Athlet       | Wettkampf | Runde 1           | Runde 1  | Achtelfinale | Achtelfinale | Viertelfinale | Viertelfinale | Halbfinale    | Halbfinale    | Finale        | Finale        | Endstand |
| Athlet       | Wettkampf | Gegner            | Ergebnis | Gegner       | Ergebnis     | Gegner        | Ergebnis      | Gegner        | Ergebnis      | Gegner        | Ergebnis      | Platz    |
| ------------ | --------- | ----------------- | -------- | ------------ | ------------ | ------------- | ------------- | ------------- | ------------- | ------------- | ------------- | -------- |
| Calum McNeil | −68 kg    | Townsend Saunders | 0-3, 0-5 | Ibo Oziti    | 0-3, 0-4     | Ausgeschieden | Ausgeschieden | Ausgeschieden | Ausgeschieden | Ausgeschieden | Ausgeschieden |          |

### Rudern
Männer
Einer
- Wade Hall-Craggs

- (→ 14. Platz)

Zweier ohne Steuermann
- Matthew Pinsent, Steven Redgrave

- (→  Gold)

Zweier mit Steuermann
- Greg Searle, Jonathan Searle, Garry Herbert

- (→  Gold)

Doppelvierer
- Roger Brown, Peter Haining, Mike Harris, Guy Pooley

- (→ 13. Platz)

Vierer ohne Steuermann
- Salih Hassan, Richard Stanhope, John Garrett, Gavin Stewart

- (→ 7. Platz)

Vierer mit Steuermann
- Peter Mulkerrins, Simon Berrisford, Nicholas Burfitt, Terence Dillon, John Deakin

- (→ 9. Platz)

Achter
- Martin Cross, Jim Walker, Ben Hunt-Davis, Jonathan Singfield, Rupert Obholzer, Richard Phelps, Stephen Turner, Tim Foster, Adrian Ellison

- (→ 6. Platz)

Frauen
Einer
- Patricia Reid

- (→ 9. Platz)

Doppelzweier
- Annabel Eyres, Alison Gill

- (→ 5. Platz)

Zweier ohne Steuerfrau
- Joanne Turvey, Miriam Batten

- (→ 5. Platz)

Vierer ohne Steuermann
- Allison Barnett, Kim Thomas, Suzanne Kirk, Gillian Lindsay

- (→ 8. Platz)

Achter
- Fiona Freckleton, Philippa Cross, Dot Blackie, Susan Smith, Kate Grose, Rachel Hirst, Kareen Marwick, Katharine Brownlow, Alison Paterson

- (→ 7. Platz)

### Schießen
- Alister Allan
- Andrew Austin
- Adrian Breton
- David Chapman
- Kevin Gill
- Diane Le Grelle
- Nigel Wallace

### Schwimmen

#### Schwimmen
Männer
50 m Freistil
- Mark Foster

- Vorlauf – 22,72
- Finale – 22,52 (→ 6. Platz)

- Mike Fibbens

- Vorlauf – 23,27 (→ ausgeschieden, 19. Platz)

100 m Freistil
- Mike Fibbens

- Vorlauf – 50.93 (→ ausgeschieden, 21. Platz)

- Paul Howe

- Vorlauf – 51,12 (→ ausgeschieden, 24. Platz)

200 m Freistil
- Paul Palmer

- Vorlauf – 1:49,21
- B-Finale – 1:48,92 (→ 9. Platz)

- Paul Howe

- Vorlauf – 1:49,86
- B-Finale – 1:50.15 (→ 13. Platz)

400 m Freistil
- Paul Palmer

- Vorlauf – 3:51,93
- B-Finale – 3:51,60 (→ 10. Platz)

- Stephen Akers

- Vorlauf – 3:58,99 (→ ausgeschieden, 28. Platz)

1500 m Freistil
- Ian Wilson

- Vorlauf – 15:15,37
- Finale – 15:13,35 (→ 5. Platz)

- Stephen Akers

- Vorlauf – 15:46,48 (→ ausgeschieden, 19. Platz)

100 m Rücken
- Martin Harris

- Vorlauf – 57,57 (→ ausgeschieden, 24. Platz)

- Adam Ruckwood

- Vorlauf – 57,75 (→ ausgeschieden, 30. Platz)

200 m Rücken
- Adam Ruckwood

- Vorlauf – 2:03,54 (→ ausgeschieden, 24. Platz)

- Matthew O’Connor

- Vorlauf – 2:05,94 (→ ausgeschieden, 32. Platz)

100 m Brust
- Nick Gillingham

- Vorlauf – 1:01,81
- Finale – 1:02,32 (→ 7. Platz)

- Adrian Moorhouse

- Vorlauf – 1:02,09
- Finale – 1:02,33 (→ 8. Platz)

200 m Brust
- Nick Gillingham

- Vorlauf – 2:13,42
- Finale – 2:11,29 (→  Bronze)

- Jason Hender

- Vorlauf – 2:23,10 (→ ausgeschieden, 35. Platz)

100 m Schmetterling
- Richard Leishman

- Vorlauf – 54,96 (→ ausgeschieden, 19. Platz)

- Simon Wainwright

- Vorlauf – 56,53 (→ ausgeschieden, 41. Platz)

200 m Schmetterling
- Simon Wainwright

- Vorlauf – 2:01,53 (→ ausgeschieden, 22. Platz)

200 m Lagen
- John Davey

- Vorlauf – 2:05,07 (→ ausgeschieden, 18. Platz)

- Andy Rolley

- Vorlauf – 2:09,22 (→ ausgeschieden, 36. Platz)

400 m Lagen
- Andy Rolley

- Vorlauf – 4:32,82 (→ ausgeschieden, 25. Platz)

4 × 100 m Freistil
- Mike Fibbens, Mark Foster, Paul Howe, Roland Lee

- Vorlauf – 3:21,41
- Finale – 3:21,75 (→ 7. Platz)

4 × 200 m Freistil 
- Paul Palmer, Steven Mellor, Stephen Akers, Paul Howe

- Vorlauf – 7:23,10

- Paul Palmer, Paul Howe, Stephen Akers, Steven Mellor

- Finale – 7:22,57 (→ 6. Platz)

4 × 100 m Lagen
- Martin Harris, Nick Gillingham, Richard Leishman, Roland Lee

- Vorlauf – 3:43,96 (→ ausgeschieden, 9. Platz)

Frauen
50 m Freistil
- Karen Pickering

- Vorlauf – 26,78 (→ ausgeschieden, 24. Platz)

- Alison Sheppard

- Vorlauf – 26,90 (→ ausgeschieden, 27. Platz)

100 m Freistil
- Karen Pickering

- Vorlauf – 57,17 (→ ausgeschieden, 17. Platz)

- Alison Sheppard

- Vorlauf – 58,83 (→ ausgeschieden, 31. Platz)

200 m Freistil
- Karen Pickering

- Vorlauf – 2:01,09
- B-Finale – 2:00.33 (→ 10. Platz)

400 m Freistil
- Samantha Foggo

- Vorlauf – 4:22,26 (→ ausgeschieden, 19. Platz)

- Elizabeth Arnold

- Vorlauf – 4:25,55 (→ ausgeschieden, 25. Platz)

800 m Freistil
- Samantha Foggo

- Vorlauf – 8:50.17 (→ ausgeschieden, 13. Platz)

- Elizabeth Arnold

- Vorlauf – 8:56,04 (→ ausgeschieden, 17. Platz)

100 m Rücken
- Joanne Deakins

- Vorlauf – 1:04,38 (→ ausgeschieden, 19. Platz)

- Kathy Read

- Vorlauf – 1:04,97 (→ ausgeschieden, 24. Platz)

200 m Rücken
- Joanne Deakins

- Vorlauf – 2:14,34
- B-Finale – 2:13,91 (→ 10. Platz)

- Kathy Read

- Vorlauf – 2:17,15 (→ ausgeschieden, 21. Platz)

100 m Brust
- Susannah Brownsdon

- Vorlauf – 1:13,24 (→ ausgeschieden, 23. Platz)

- Jaime King

- Vorlauf – 1:13,32 (→ ausgeschieden, 24. Platz)

200 m Brust
- Susannah Brownsdon

- Vorlauf – 2:35,28 (→ ausgeschieden, 21. Platz)

- Jaime King

- Vorlauf – 2:44,49 (→ ausgeschieden, 33. Platz)

100 m Schmetterling
- Madelaine Campbell

- Vorlauf – 1:02,43 (→ ausgeschieden, 20. Platz)

- Samantha Purvis

- Vorlauf – 1:02,94 (→ ausgeschieden, 28. Platz)

200 m Schmetterling
- Samantha Purvis

- Vorlauf – 2:15,04
- B-Finale – 2:14,47 (→ 13. Platz)

- Helen Slatter

- Vorlauf – 2:20.45 (→ ausgeschieden, 24. Platz)

200 m Lagen
- Sharron Davies

- Vorlauf – 2:19,41 (→ ausgeschieden, 21. Platz)

- Helen Slatter

- Vorlauf – 2:22,04 (→ ausgeschieden, 26. Platz)

400 m Lagen
- Sharron Davies

- Vorlauf – 4:56,44 (→ ausgeschieden, 21. Platz)

- Helen Slatter

- Vorlauf – 4:58,24 (→ ausgeschieden, 23. Platz)

4×100 m Lagen
- Joanne Deakins, Susannah Brownsdon, Madelaine Campbell, Karen Pickering

- Vorlauf – 4:16,51 (→ ausgeschieden, 10. Platz)

#### Synchronschwimmen
Frauen
- Natasha Haynes
- Kerry Shacklock
- Laila Vakil

### Segeln
Männer
Surfbrett (Lechner A-390)
- Barrie Edgington

- Finale Ranking – 156,0 Punkte (→ 12. Platz)

Finn-Dinghy
- Stuart Childerley

- Finale Ranking – 68,1 Punkte (→ 4. Platz)

470er
- Andrew Hemmings und Paul Brotherton

- Finale Ranking – 76,4 Punkte (→ 6. Platz)

Frauen
Surfbrett (Lechner A-390)
- Penny Way-Wilson

- Finale Ranking – 99,4 Punkte (→ 6. Platz)

Finn-Dinghy
- Shirley Robertson

- Finale Ranking – 73,7 Punkte (→ 9. Platz)

470er
- Debbie Jarvis und Sue Hay-Carr

- Finale Ranking – 97 Punkte (→ 12. Platz)

Mixed
- David Howlett, Philip Lawrence
Star: 14. Platz
- Ian Rhodes, David Williams
Tornado: 10. Platz
- Peter Allam, Adrian Stead
Flying Dutchman: 15. Platz
- Robert Cruickshank, Lawrie Smith, Ossie Stewart
Soling: Bronze

### Tennis
Herren
| Athlet                         | Wettkampf     | 64er Feld  | 64er Feld     | 32er Feld       | 32er Feld     | Achtelfinale  | Achtelfinale  | Viertelfinale | Viertelfinale | Halbfinale    | Halbfinale    | Finale        | Finale        | Endstand |
| Athlet                         | Wettkampf     | Ringe      | Platz         | Gegner          | Ergebnis      | Gegner        | Ergebnis      | Gegner        | Ergebnis      | Gegner        | Ergebnis      | Gegner        | Ergebnis      | Platz    |
| ------------------------------ | ------------- | ---------- | ------------- | --------------- | ------------- | ------------- | ------------- | ------------- | ------------- | ------------- | ------------- | ------------- | ------------- | -------- |
| Andrew Castle                  | Herren Einzel | Bruguera   | 1-6, 2-6, 3-6 | Ausgeschieden   | Ausgeschieden | Ausgeschieden | Ausgeschieden | Ausgeschieden | Ausgeschieden | Ausgeschieden | Ausgeschieden | Ausgeschieden | Ausgeschieden |          |
| Chris Wilkinson                | Herren Einzel | El Aynaoui | 4-6, 1-6, 5-7 | Ausgeschieden   | Ausgeschieden | Ausgeschieden | Ausgeschieden | Ausgeschieden | Ausgeschieden | Ausgeschieden | Ausgeschieden | Ausgeschieden | Ausgeschieden |          |
| Andrew Castle, Chris Wilkinson | Herren Doppel | N/A        | N/A           | Frana, Miniussi | 3-6, 4-6, 6-7 | Ausgeschieden | Ausgeschieden | Ausgeschieden | Ausgeschieden | Ausgeschieden | Ausgeschieden | Ausgeschieden | Ausgeschieden |          |

Frauen
| Athlet                     | Wettkampf    | 64er Feld      | 64er Feld     | 32er Feld      | 32er Feld     | Achtelfinale  | Achtelfinale  | Viertelfinale | Viertelfinale | Halbfinale    | Halbfinale    | Finale        | Finale        | Endstand |
| Athlet                     | Wettkampf    | Ringe          | Platz         | Gegner         | Ergebnis      | Gegner        | Ergebnis      | Gegner        | Ergebnis      | Gegner        | Ergebnis      | Gegner        | Ergebnis      | Platz    |
| -------------------------- | ------------ | -------------- | ------------- | -------------- | ------------- | ------------- | ------------- | ------------- | ------------- | ------------- | ------------- | ------------- | ------------- | -------- |
| Sara Gomer                 | Damen Einzel | Samantha Smith | 6-2, 3-6, 1-6 | Ausgeschieden  | Ausgeschieden | Ausgeschieden | Ausgeschieden | Ausgeschieden | Ausgeschieden | Ausgeschieden | Ausgeschieden | Ausgeschieden | Ausgeschieden |          |
| Monique Javer              | Damen Einzel | Paulus         | 7-6, 4-6, 3-6 | Ausgeschieden  | Ausgeschieden | Ausgeschieden | Ausgeschieden | Ausgeschieden | Ausgeschieden | Ausgeschieden | Ausgeschieden | Ausgeschieden | Ausgeschieden |          |
| Samantha Smith             | Damen Einzel | Gomer          | 2-6, 6-3, 6-1 | Swerawa        | 1-6, 2-6      | Ausgeschieden | Ausgeschieden | Ausgeschieden | Ausgeschieden | Ausgeschieden | Ausgeschieden | Ausgeschieden | Ausgeschieden |          |
| Samantha Smith, Clare Wood | Damen Doppel | N/A            | N/A           | Garrone, Reggi | 7-5, 1-6, 3-6 | Ausgeschieden | Ausgeschieden | Ausgeschieden | Ausgeschieden | Ausgeschieden | Ausgeschieden | Ausgeschieden | Ausgeschieden |          |

### Tischtennis
Männer
- Alan Cooke
- Carl Prean
- Matthew Syed

Frauen
- Alison Gordon
- Andrea Holt
- Lisa Lomas

### Turnen

#### Turnen
Männer
| Athlete         | Wettkampf | Gerät          | Gerät         | Gerät                 | Gerät         | Gerät          | Gerät        | Qualifikation | Qualifikation | Finale        | Finale        |
| Athlete         | Wettkampf | Sprung (Platz) | Boden (Platz) | Pauschenpferd (Platz) | Ringe (Platz) | Barren (Platz) | Reck (Platz) | Punkte        | Platz         | Punkte        | Platz         |
| --------------- | --------- | -------------- | ------------- | --------------------- | ------------- | -------------- | ------------ | ------------- | ------------- | ------------- | ------------- |
| Terry Bartlett  | Mehrkampf | 18,600 (74T)   | 18,975 (47T)  | 16,625 (90)           | 18. (79)      | 18,650 (67T)   | 18,925 (53T) | 110.275       | 82            | Ausgeschieden | Ausgeschieden |
| Paul Bowler     | Mehrkampf | 18,825 (55T)   | 9,525 (90)    | 9,000 (92)            | 9,550 (92)    | 9,150 (93)     | 9,450 (92)   | 65,500        | 92            | Ausgeschieden | Ausgeschieden |
| Marvin Campbell | Mehrkampf | 18,450 (87T)   | 18,525 (77T)  | 17,200 (89)           | 18,450 (82)   | 17,200 (91)    | 17,150 (91)  | 106,975       | 88            | Ausgeschieden | Ausgeschieden |
| David Cox       | Mehrkampf | 18,675 (67T)   | 18,550 (75T)  | 18,275 (84T)          | 17,575 (87)   | 17,600 (89)    | 18,200 (83T) | 108,875       | 85            | Ausgeschieden | Ausgeschieden |
| James May       | Mehrkampf | 19,175 (11T)   | 19,025 (40T)  | 19,025 (45T)          | 18,700 (59T)  | 18,900 (46T)   | 18,400 (79)  | 113,225       | 49 Q          | 56,350        | 33T           |
| Neil Thomas     | Mehrkampf | 19,175 (11T)   | 19,350 (13T)  | 19,175 (32T)          | 19,025 (31T)  | 18,925 (43T)   | 19,025 (46T) | 57,050 Q      | 20T           | 114,675       | 29            |
| Mannschaft      | n/a       | n/a            | n/a           | n/a                   | n/a           | n/a            | n/a          | n/a           | 558,100       | 12            |               |

Frauen
| Athlete        | Wettkampf | Gerät          | Gerät         | Gerät                | Gerät                 | Qualifikation | Qualifikation | Finale        | Finale        |
| Athlete        | Wettkampf | Sprung (Platz) | Boden (Platz) | Stufenbarren (Platz) | Schwebebalken (Platz) | Punkte        | Platz         | Platz         | Platz         |
| -------------- | --------- | -------------- | ------------- | -------------------- | --------------------- | ------------- | ------------- | ------------- | ------------- |
| Sarah Mercer   | Mehrkampf | 19,449 (60)    | 19,125 (66)   | 19,237 (60)          | 18,574 (78)           | 76,385        | 67            | Ausgeschieden | Ausgeschieden |
| Rowena Roberts | Mehrkampf | 19,174 (85)    | 18,987 (74T)  | 18,612 (84)          | 18,562 (79)           | 75,335        | 85            | Ausgeschieden | Ausgeschieden |

#### Rhythmische Sportgymnastik
| Athlet            | Wettkampf | Qualifikation | Qualifikation | Qualifikation | Qualifikation | Qualifikation | Qualifikation | Finale        | Finale        | Finale        | Finale        | Finale        | Finale |
| Athlet            | Wettkampf | Seil          | Reifen        | Keule         | Ball          | Total         | Platz         | Seil          | Reifen        | Keule         | Ball          | Total         | Platz  |
| ----------------- | --------- | ------------- | ------------- | ------------- | ------------- | ------------- | ------------- | ------------- | ------------- | ------------- | ------------- | ------------- | ------ |
| Viva Seifert      | Einzel    | 8,950         | 9,150         | 8,650         | 9,025         | 35,775        | 29            | Ausgeschieden | Ausgeschieden | Ausgeschieden | Ausgeschieden | Ausgeschieden | 29     |
| Deborah Southwick | Einzel    | 9,200         | 8,850         | 9,025         | 9,075         | 36,150        | 22            | Ausgeschieden | Ausgeschieden | Ausgeschieden | Ausgeschieden | Ausgeschieden | 22     |

### Wasserspringen
Männer
| Athlet     | Wettkampf | Vorrunde | Vorrunde | Finale        | Finale |
| Athlet     | Wettkampf | Punkte   | Platz    | Punkte        | Platz  |
| ---------- | --------- | -------- | -------- | ------------- | ------ |
| Bob Morgan | 3 m Brett | 366,66   | 15       | Ausgeschieden | 15     |
|            | 10 m Turm | 384,09   | 11       | 568,59        | 5      |

Frauen
| Athlet       | Wettkampf | Vorrunde | Vorrunde | Finale        | Finale |
| Athlet       | Wettkampf | Punkte   | Platz    | Punkte        | Platz  |
| ------------ | --------- | -------- | -------- | ------------- | ------ |
| Naomi Bishop | 3 m Brett | 261,81   | 19       | Ausgeschieden | 19     |
| Hayley Allen | 10 m Turm | 292,77   | 8        | 317,85        | 12     |
| Lesley Ward  | 10 m Turm | 242,16   | 25       | Ausgeschieden | 25     |